# Nazionale femminile di pallavolo di Saint Lucia
La nazionale di pallavolo femminile di Saint Lucia è una squadra nordamericana composta dalle migliori giocatrici di pallavolo di Saint Lucia ed è posta sotto l'egida della Federazione pallavolistica di Saint Lucia.

## Rosa
Segue la rosa delle giocatrici convocate per il campionato nordamericano 2013
| N° | Nome             | Ruolo | Data di nascita  | Squadra       |
| -- | ---------------- | ----- | ---------------- | ------------- |
| 1  | Natalie Edward   | S     | 28 gennaio 1984  | Le Club       |
| 2  | Sancha Isidore   | L     | 24 ottobre 1989  | Le Club       |
| 4  | Latoya Edward    | S     | 24 maggio 1984   | Le Club       |
| 5  | Indira Laurencin | S/O   | 22 maggio 1985   | Le Club       |
| 6  | Lisa Casimie     | C     | 24 luglio 1996   | Jetsetters    |
| 7  | Dania Hamilton   | S     | 30 ottobre 1986  | Dig Set Plant |
| 9  | Dala Noel        | S     | 20 gennaio 1996  | Jetsetters    |
| 10 | Gifta Dujon      | P     | 26 agosto 1975   | Le Club       |
| 11 | Samantha Mann    | C     | 15 novembre 1980 | Le Club       |
| 12 | Cindy Wilson     | P     | 12 maggio 1987   | Jetsetters    |

## Risultati

### Competizioni NORCECA
| 1969 | non qualificata | -            |
| 1971 | non qualificata | -            |
| 1973 | non qualificata | -            |
| 1975 | non qualificata | -            |
| 1977 | non qualificata | -            |
| 1979 | non qualificata | -            |
| 1981 | non qualificata | -            |
| 1983 | non qualificata | -            |
| 1985 | non qualificata | -            |
| 1987 | non qualificata | -            |
| 1989 | non qualificata | -            |
| 1991 | non qualificata | -            |
| 1993 | non qualificata | -            |
| 1995 | non qualificata | -            |
| 1997 | non qualificata | -            |
| 1999 | non qualificata | -            |
| 2001 | non qualificata | -            |
| 2003 | non qualificata | -            |
| 2005 | non qualificata | -            |
| 2007 | non qualificata | -            |
| 2009 | non qualificata | -            |
| 2011 | non qualificata | -            |
| 2013 | 9º posto        | Convocazioni |
| 2015 | non qualificata | -            |
| 2017 | 4º posto        | Convocazioni |
| 2019 | non qualificata | -            |
| 2021 | non qualificata | -            |
| 2023 | non qualificata | -            |